# Przeradz (województwo pomorskie)
Przeradz (kaszb. Przerôdz, niem. Heinrichsdorf) – osada w Polsce położona na Pojezierzu Bytowskim, w województwie pomorskim, w powiecie bytowskim, w gminie Miastko.
W latach 1975–1998 miejscowość położona była w województwie słupskim.
Zobacz też: Przeradz, Przeradz Mały, Przeradz Wielki